# Funivia del Plateau Rosa
La funivia del Plateau Rosa (in francese, Télécabine du Plateau Rosa) è una funivia del Matterhorn Ski Paradise, che collega le Cime Bianche (2810 m s.l.m.) con la Testa Grigia, posta sul confine occidentale del ghiacciaio del Plateau Rosa.

## Storia

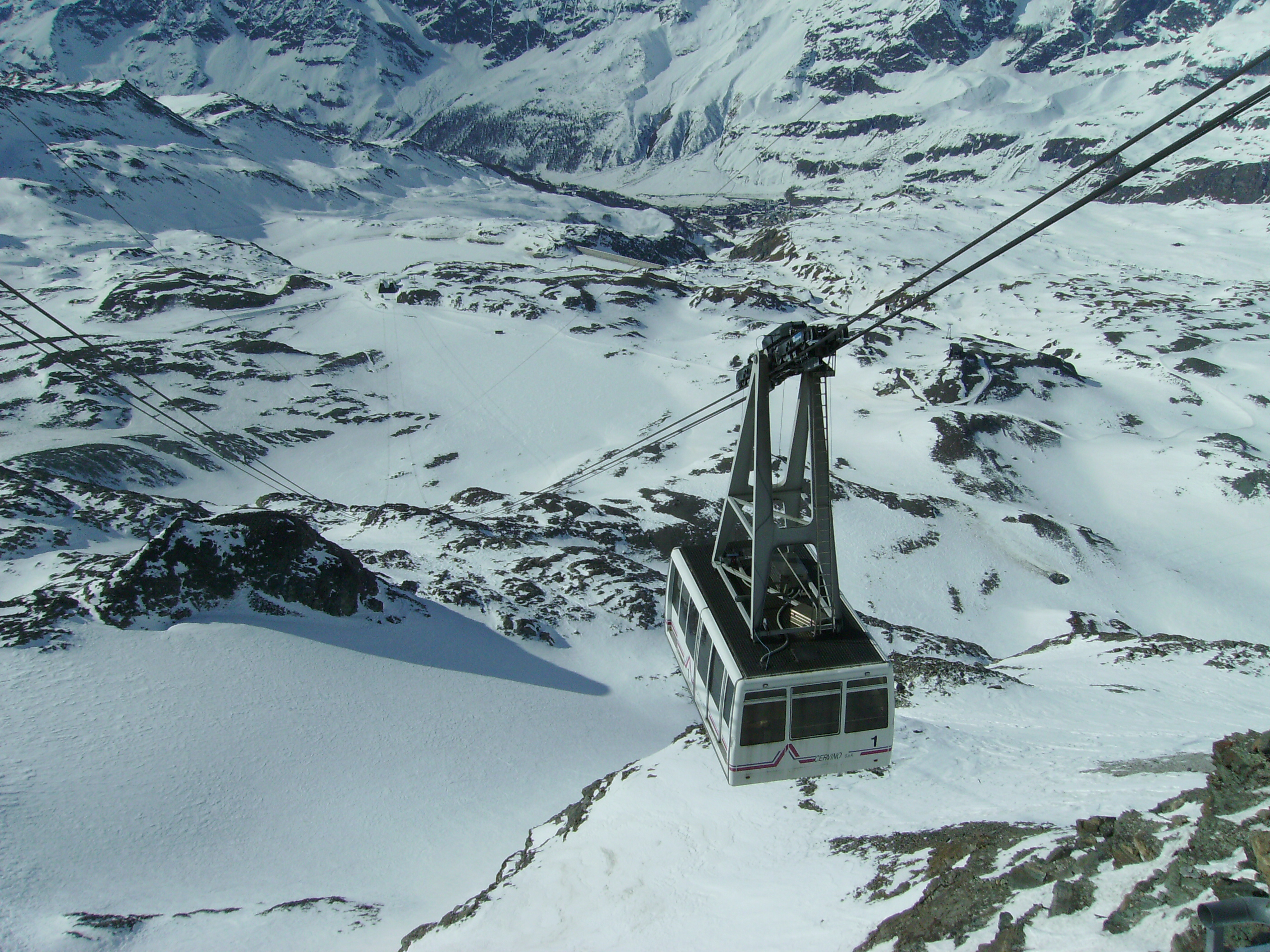
La funivia in funzione dal 1991 al 2011

La prima funivia fu costruita nel 1939 dalla ditta Agudio. Da Plan Maison un'unica cabina arrivava in due campate sul ghiacciaio. Nel 1961 venne aggiunta una funivia doppia costruita dalla Piemonte Funivie. Nel 1988 fu costruita una cabinovia che da Plan Maison raggiungeva un punto spostato più verso sud-ovest rispetto alla stazione Cime Bianche di quell'epoca. Questo luogo diventerà la stazione Cime Bianche di oggi.
Nel 1991 le due vecchie funivie furono sostituite da una moderna funivia costruita dalla ditta Hölzl con cabine di 140 posti. Quest'ultima è stata revisionata totalmente nel 2011: in quest'occasione, le cabine sono state sostituite con quelle della ditta Carvatech.